# الدوري المكسيكي الممتاز 1992-93
الدوري المكسيكي الممتاز 1992-93 (بالإسبانية: Primera División de México 1992-93)‏ هو موسم من الدوري المكسيكي الممتاز. كان عدد الأندية المشاركة فيه 20، وفاز فيه أتلانتي إف سي.